# Василь Зінько
Отець Василь Зінько ЧСВВ (уроджений як Зінько Володимир-Євген Миколайович, псевдонім Володар Буженко; 15 лютого 1922, Сокаль — 23 квітня 2008, Львів) — місіонер Львівського Святоонуфріївського монастиря, ліценціат канонічного права, український письменник, педагог і вчений в галузі історії церкви, релігієзнавства, християнської культури, педагогіки та етики. Псевдоніми — Володимир Сокальський, Володар Буженко, Дзюньо.

## Біографія
Він народився в м. Сокалі Львівської області 15 лютого 1922 року. В 1935–1936 роках навчався в Малій семінарії отців редемптористів. Закінчив Львівську гімназію. У 1936 р. з родиною емігрував до Аргентини. Незабаром, 11 листопада 1936 р. його сім'я емігрувала в Аргентину в Буенос-Айрес. Василь пішов учитися в Малу Василіянську семінарію святого Йосифа в Прудентополісі (Бразилія). 1941 року вступив до Чину Святого Василія Великого (ЧСВВ). Упродовж 1943–1946 років студіював філософію й теологію в Ірасемі (Санта Катаріна). Довічні обіти склав 1946 року. Священничі свячення одержав 1 червня 1947 року в Прудентополісі з рук єпископа Антонія Маззаротта. Навчався в Папському університеті «Gregorianum» у Римі.
Закінчив василіанську семінарію св. Йосифа у Прудентополі (Бразилія), потім навчався у Римі (1947–1949). Повернувся до Бразилії, був священником у Понта Ґроссі, викладав українську мову та всесвітню історію в семінарії в Ірасемі. У 1952 р. переїхав дом. Апостолес (Аргентина), обслуговував віддалені греко-католицькі громади на півночі провінції Місіонес, в околицях м. Обери. У 1959 р. був переведений до Буенос-Айреса, викладав у парафіяльній школі, редагував місячник «Життя». У м. Прудентополі був редактором тижневика «Праця», місячника «Місіонар». У 1994 р. переїхав в Україну, був священником у Львівській обл, зокрема і у львівському храмі святого Андрія, де настоятелем був о. Антоній Масюк. Редагував часопис «Місіонар» (Львів).
Отець Василь Зінько — відомий український журналіст у ділянці релігійної преси.
Помер високопреподобний отець Василь Зінько, ЧСВВ 23 квітня 2008 р. Б.
Його смерть була несподіваною для усіх його близьких, в одну неділю служив звично Св. Літургію, виголошував проповідь, як завжди, а в наступну парохіянам в храмі оголосили про його смерть. Прощалися з отцем тисячі парафіян церков св. Онуфрія та св. Андрія у Львові, інтелігенція Львівщини, а, зокрема, педагоги, лікарі, вчені, студенти та викладачі Львівських вищих навчальних закладів.
У похоронних процесіях крім численного монашества, духовенства взяли участь високопреосвященні владики Церкви: Кир Діонісій Ляхович, ЧСВВ та Кир Іриней Білик, ЧСВВ.
У зачитаному прощальному слові Патріарха УГКЦ Любомира Гузара було сказано про великі заслуги покійного о. Василя, про те що він був великим, «залізним» єромонахом нашої Церкви.
Отець Доротей Шимчій, ЧСВВ, котрий знав о. Зінька ще з Бразилії, наголосив, що покійний найперше був людиною молитви, знань та праці, оборонцем української мови та культури, а також, що був зразковим монахом, який ніколи не розлучався з монашим габітом.
Письменник, доктор історичних наук Петро Шкраб'юк зауважив, що о. Василь — яскрава непересічна особистість XX–XXI століть, що без перебільшення належить до еліти української нації.
Похований о. Василь на монастирському цвинтарі в с. Малехів поблизу Львова.

## Діяльність

### Священство
Душпастирював в Бразилії, Аргентині для української діаспори. В 1994 році прибув на Україну до Львова, де в монастирі св. Онуфрія став головним редактором християнського часопису «Місіонар».
Обновив Марійську Дружину молоді у Львові при церкві св. Онуфрія, взяв участь в створенні молодіжної організації «Містична троянда» при церкві св. Андрія, керував товариством «Святої Терені» для дівчат, що тримають хоругви у церкві та на процесіях, Католицьким Скаутством Європи для хлопців та проводив з ними декілька літніх таборів в Закарпатті, де давав для них духовні науки.
Створив братство медиків імені св. Луки, яке популяризує здоровий спосіб життя.
Проводив численні реколекції для парафіян храмів св. Онуфрія, св. Андрія та багатьох інших храмах Західної України, а також вів духовні бесіди для молоді, дітей, чоловіків, жінок, педагогів, медиків. Їздив із щорічними місіями до української діаспори в Литву, Латвію та Естонію. З особливим завзяттям о. Василь, не жаліючи свого здоров'я, безкорисливо читав лекції з релігієзнавства, християнської етики, етики та естетики, психології та педагогіки, культурології, історії української та зарубіжної культури, філософії, політології, соціології для студентської молоді багатьох вищих навчальних закладів Львова, а особливо для студентів Львівської національної академії ветеринарної медицини імені С. З. Гжицького, Львівського національного медичного університету ім. Данила Галицького, Львівського національного університету ім. Івана Франка, Львівського національного лісотехнічного університету, Львівського філіалу Київського національного університету культури і мистецтв та інших.
Він сповідував головний принцип праці лікаря душ людських: «Aliis inserviendo, ipse consumor» — «Служачи іншим, згоряю сам». Неодноразово отець Василь наголошував, що йде до молоді, незважаючи на різні перешкоди, бо її, на жаль, дуже важко побачити в церкві на богослужіннях, а тому вважав своїм пастирським обов'язком привернути їхні душі до Божественного Абсолюту. Він належав до тих священників, яких не треба було вмовляти, чи переконувати, щоб прийти до молоді. Він ніколи не посилався на свою зайнятість, та не запитував, чи буде транспорт, чи оплатять йому за лекції, а як вірний воїн Христовий, наслідуючи святого Йосафата Кунцевича, сам спішив на зустріч, щоб привести слухачів до Христа.
Він був правдивим студентським капеланом, який не виконував свої обов'язки формально, а завжди самовіддано, щиро і з великою посвятою. Не було жодного випадку, щоб він спізнився на лекцію, бо завжди першим приходив на місце, де вона мала проходити, випереджуючи, як викладачів, так і студентів. Нераз у викладацькій кімнаті чекав і цілу годину, якщо заняття перенесли, але ніколи не марнував часу, бо молився на вервиці, читав книги, журнали. Цікавився не тільки релігією, філософією, культурою, історією, але й політикою.
Підкреслював, що Церква також повинна брати у цьому участь, щоб вірні йшли на вибори і голосували за порядного, чесного кандидата, який веде християнський спосіб життя. Закликав кожного до активної життєвої позиції, щоб не вести себе за принципом: «моя хата скраю, я нічого не знаю». Вів також бесіди із викладачами, давав їм добрі поради, пояснював певні проблемні питання духовного світогляду та християнської віри. Наголошував, що завдання педагогів — не тільки давати знання молодому поколінню, а формувати у них добрі характери.

### Філософія
У розмовах на філософські теми о. Василь стверджував, що філософія як наука вивчає речі світу через останні причини, при допомозі людського розуму. Богослов'я (теологія) це також наука, що теж вивчає їх при допомозі не тільки розуму, але й віри (Божого Об'явлення). Деякі вчені вважають, що ніби філософія вища від теології, яку на жаль, не визнають за наукове вчення. Тоді, як саме богослов'я дає правдиву альтернативу буття, яку не можливо знайти у філософії, яка опирається на гіпотези. Маючи глибоку та ґрунтовну освіту з філософії та богослов'я, о. Зінько у своїх лекціях чітко та аргументовано поділяв філософію на три частини: пропедевтику (вступ до філософії), що охоплює три дисципліни — логіку, критику і методологію; властиву філософію, яка складається із спекулятивної філософії (включає в себе онтологію та метафізику, космологію, психологію, теодицею) та практичної філософії (складається з етики та естетики). Він завжди приводив п'ять доказів існування Бога, запропонованих св. Томою Аквінським, а особливо звертав увагу на моральні докази існування Бога: голос сумління, бажання щастя та загальне переконання всіх народів.

### Навчальна
О. Василь наголошував, що нерелігійна молодь — це дуже небезпечний елемент для самої держави та суспільства. Тим, що втратили віру, неважко буде виконати якийсь теракт чи інший злочин. Підкреслював, що потрібно повернути в наші школи та ВНЗ викладання релігії, як це було за митрополита Андрея Шептицького, бо це буде поверненням історичної справедливості. Бо чим буде менше пізнання християнської релігії та її морального закону, тим самим збільшуватиметься число в'язниць, психіатричних лікарень, спецінтернатів, дитячих будинків та інших установ такого типу.
До студентської молоді він ніколи не приходив з порожніми руками, а завжди на згадку про духовну бесіду дарував їм свої книги, молитовнички, релігійні журнали та часописи. Студенти любили і поважали о. Василя незалежно від свого віросповідання та ніколи не запитували, до якої конфесії належить сам отець, бо його слово християнина завжди було авторитетним та переконливим. Він любив запитати студентів, чи ходять вони до церкви та радив відвідувати богослужіння не тільки на Різдво і Великдень, але кожної неділі та свята. Добродушно рекомендував вивчити і знати головні молитви і не тільки спочатку, але й до кінця, бо скільки приходиться їм щоденно опановувати нового з різних дисциплін, що вивчити молитву не буде представляти великої складності.
Його лекції виходили поза межі буденності. Вони були Словом Бога, скерованим як до викладачів, так і до студентів. Студент зустрічався на його лекціях саме з Богом, з Його наукою про Царство Небесне і тим, якими повинні бути християни тут, на землі, і у вічності. о. Василь Зінько навчав молодь прийняти Слово Боже, роздумувати над Ним, дати свою відповідь на Нього і жити Ним. Студенти виходили із його занять іншими, бо кожна його лекція — це зустріч з небесними силами добра, які міняють світ. Тобто о. Василь роз'яснював християнську правду, щоб вона була поворотом в житті кожного студента, який зобов'язаний до прийняття усієї правди, зрозуміння її і до дії у межах даних Мойсеєві Богом на горі Синай.

### Місіонерство
о. Василь Зінько не тільки вчив, а й переживав те, про що вчив. Навчав і сам навчався через Ісуса Христа. Голосив Добру Новину, бо сьогодні є багато і злих новин, яких стає все більше і більше. о. Василь наголошував, що в Ісусі Христі людина, навіть якщо впала у гріх, є дитиною Божою. Кожен, — підкреслював він, — повинен особисто зустрітися з Христом, дати свою відповідь Йому і змінити своє життя, щоб Ісус прийшов до кожної людини. Характерно, що отець дивився на студентів очима Христа, тобто з любов'ю.
о. Василь Зінько завжди намагався знайти і зачепити щось живе у душі студента. І тоді вже не випускав з уваги цю струну. Якими є ми християнами, — підкреслював він, — такими люди уявлятимуть Ісуса Христа, Заповідь, Якого: вірність Богові, Церкві, народові. Лише тоді ми дійсно зможемо бути правдивими християнами, правдивими свідками Ісуса Христа.
о. Василь Зінько був дуже відповідальним, точним і дисциплінованим, оскільки вчив своїм власним життям. Стримане, виважене, правдиве його слово, моральний спосіб життя, було словом — ділом, словом — важелем, словом — рушієм, словом — вчителем. Слово о. Василя Зінька, як найдосконаліша саморепрезентація, було високої проби. Бо нині слово, відірване від духовності, культури, стає страшним знаряддям боротьби людини проти людини, нації проти нації, стає перепусткою для зла і зрештою торує дорогу до пекла. Згадаймо, що сказав Ісус: «Ідіть, отже, і зробіть учнями всі народи» (Мт. 28:19). Це і нам даний наказ. Це є і нашим завданням, і ми всі повинні його виконувати. Усі ми є покликані до священичого уряду, а тому повинні виховувати зразки благочестя, бути окрасою Христової Церкви перед усіх світом і славою всього нашого народу.

### Наукова
Єромонах василіянин за харизмою свого чину теж активно займався плідною науковою роботою. Не перелічити сфер наукової роботи о. Василя: від історії Церкви до християнської етики, догматики, релігієзнавства, біоетики, українознавства та інших. Мав численні публікації в наукових збірниках, журналах, матеріалах міжнародних та всеукраїнських конференцій. З 1998 року по 2008 рік був учасником цілої серії міжнародних конференцій на теми:
- «Історія релігій в Україні», Львів, 2000—2007;
- «Галицьке Євангеліє (1144—2004) в історичному, культурному та духовному житті Європи», Івано-Франківськ, Москва, 2004;
- «Київська традиція і східний обряд в українському християнстві», Київ, Тернопіль, 2004;
- «Religia a gospodarka», Lublin, KUL, 2005; «Nierówności społeczne a wzrost gospodarczy w obliczu regionalizacji i globalizacji», Rzeszów, 2005;
- «Consequences of Rights Infringements in Public Law and Privat Law», Daugavpils University, Latvijā, Daugavpils, 2005;
- «Этика и гуманизм», Сімферополь, 2005;
- «Формування духовно і морально зрілої особистості у процесі викладання гуманітарних дисциплін», Львів: ЛІ МАУП, 2004—2005;
- «Этносоциальные и конфессиональные процессы в современном обществе», Гродно, Білорусь, 2005;
- «Нормы и парадоксы сознания и мышления, их проявления в современном обществе, культуре и языке», Луганськ, Цюрих, Женева, 2005;
- «Биоэтика — путь к мировым стандартам», Харків, 2005;
- «Сучасні проблеми гуманізації та гармонізації управління», Харків, 2005;
- «Релігія і суспільство: нові преференції», Чернівці, 2006;
- «Образование в многокультурном обществе: традиции и инновации», Севастополь, 2006;
- «Розвиток ідей біоетики в європейському контексті», Київ, 2006; *"Проблеми української термінології. Слово Світ", Львів, 2004, 2006;
- «Наука и религия в духовном возрождении общества», Одеса, 2006; *"Христианская демократия и образование в современном украинском обществе", Одеса, 2007;
- «Третій Національний конгрес з біоетики з міжнародною участю», Київ, 2007;
- «На шляху до синтезу філософії, релігії і науки», Львів, 2007.

Останніми доповідями, які у 2008 році підготував о. Зінько на XVIII Міжнародну конференцію «Історія релігій в Україні» у Львові були: «Містика Києво — Католицької Церкви»,
- «Миряни в Києво-Католицькій Церкві»,
- «Біблійні погляди на одяг»,
- «Релігійні основи національної свідомості».

Конференція на тему «Духовність. Культура. Цивілізація», на яку був запрошений ще за останній тиждень життя о. Василь, але вже за станом здоров'я не зміг прибути на неї, проходила у Львові в Національному університеті ім. Івана Франка, на яку ним у співавторстві була підготовлена доповідь на тему: «Духовність — релігійна культура особистості».
Слід зауважити, що тільки самих наукових публікацій в виданнях України та за кордоном з проблем християнства, релігієзнавства, богослов'я, етики, педагогіки, психології, біоетики, соціології та філософії в о. Василя протягом останніх 8 років було близько 130.
Не одноразово на конференціях, присвячених моральному, релігійному вихованню молоді, він часто бував не тільки єдиним священиком — представником від Української греко-католицької Церкви, але взагалі від всієї Христової Церкви. Його доповіді та виступи завжди стояли в обороні Божої правди, Божого права і Божого закону. Він завжди підтримував на дусі своїх колег однодумців, що нехай хоч декілька людей почують нашу думку, прочитають наші дописи, то будуть знати Правду, а тому завжди цікавився новими конференціями і протягом декількох днів уже готував на них свої дописи, причому готував їх фахово, ретельно, стараючись довести найважливіші Божі істини.
О. Василь був своєрідним генератором нових духовних ідей, яких його співавтори доопрацьовували. Йому належали такі оригінальні назви та зміст нових наукових публікацій, як наприклад:
- «Бог — джерело біоетики»,
- «Вклад української Церкви у розбудову держави»,
- «Християнство у пострадянський час»,
- «Ключ добробуту на третє тисячоліття»,
- «Церква та її роль у консолідації суспільства»,
- «Монастирі та економіка»,
- «Пресвята Євхаристія — есенція християнства»,
- «Етичний багаж українців на третє тисячоліття»,
- «Християнсько-етичні аспекти кодексу українського лікаря», *«Християнська етика — основа національної свідомості»,
- «Білорусько — український релігійний симбіоз»,
- «Господь Бог — Батько біоетики»,
- «Економічні первні в посланнях митрополита Андрея Шептицького»,
- «Церква та глобалізація і регіоналізація»,
- «Біоетичні аспекти в діяльності митрополита Андрея Шептицького»,
- «Василіянський Львів»,
- «Біоетика та етнічно-мовні проблеми»,
- «Інтелігенція та її релігійні погляди»,
- «Київська Церква та український націоналізм»,
- «Василіянська монастирська термінологія»,
- «Вклад християнства в науку»,
- «Постаті галицьких митрополитів»,
- «Вплив київського чернецтва на культуру українського народу»,
- «Співвідношення філософії та богослов'я»,
- «Біоетика та християнські засади прав»,
- «Стародавня та гелленістична філософія та їх релігійні елементи»,
- «Альфа і Омега біоетики»,
- «Вплив душі на здоров'я людини»,
- «Проблеми державотворення і тероризму»,
- «Етнопсихічні риси українців»,
- «Універсалізм та сингуляризм християнської науки» та багато інших, що знайшли своє місце в багатьох серйозних наукових виданнях України, Росії, Білорусі, Польщі, Латвії.

### Благочинність
Цікаво, що отець Василь наслідував найкращі зразки меценатства в українському народі, зокрема, слуги Божого митрополита Андрея Шептицького, вважаючи, що Церква повинна вкладати інвестиції і в науку, щоб вона стала на службу Богові і Батьківщині, а тому неодноразово фінансово допомагав окремим науковцям у поїздці на міжнародні конференції, зокрема в Польщу, Латвію, а також до Києва, Житомира, Луцька, Чернівців, Севастополя. Як священник, він глибоко усвідомлював слова Святого Письма: «Більше щастя — давати, ніж брати»(Дії 20:35).

### Монашество
О. Зінько всіляко популяризував монаший Чин святого Василія Великого, розкривав його історію, захищав від несправедливої критики, вказуючи, що саме цей чин переніс чи не найбільші переслідування в часах радянської окупації Галичини. Завжди наголошував на виняткову роль священномученика Йосафата Кунцевича і митрополита Йосифа Велямина Рутського в організації цього типу монашества 1617 року. Вказував на велике значення Добромильської реформи для відродження Чину, а також на виняткову роль слуги Божого, князя української Церкви митрополита Андрея Шептицького.
Справедливо висловлював здивування і нерозуміння того, чого подекуди певні кола намагаються применшувати, а то і замовчувати василіянськість митрополита Андрея, що є проти всякої історичної та логічної правди. Коли б не оо. василіяни, то не знати чи б ми мали такого велета духа у княжому Львові. На конференціях з проблем історії релігії в Україні о. Василю неодноразово надавали перші пленарні виступи, де він не тільки наголошував на важливі аспекти історії Церкви, поділяючи її на три періоди: святоандріївський, святоольгівський та святойосафатівський, але ділився своїми особистими спогадами: про митрополита Андрея Шептицького (бачив його в Сокалі ще в 1934 році) та про Патріарха і кардинала Йосипа Сліпого (зустрічався з ним в Бразилії та мав особисту розмову, а потім і листувався з ним), що дуже зворушувало слухачів.

### Літературна
Отець Зінько (літературний псевдонім — Володар Буженко) — автор змістовних публікацій на теми християнського життя і моралі. З-під його пера вийшли цікаві книжки:
- «Українська школа в Бразилії»,
- «Пустельник на Зеленім Клині»,
- «На Червоному степу»,
- «Історія Церкви»,
- «Буквар української дитини»,
- «Глибина і ширина християнської правди: Догматика»,
- «Іван Сулима»,
- «Християнське блаженство»,
- «Святий Йосафат між піньйорами»,
- «Вибір майбутнього»,
- «Там, де гору Тайо видно»,
- «З Мозолівки до Сан Жвон де Капанема»,
- «Служебниця Пренепорочної Діви Марії»,
- «На службі святій Богоматері Анні»,
- «Пресвятому Серцю Ісусовому»,
- «Про наше і чуже, святе та грішне»,
- «Місіонес — уздовж і впоперек»,
- «Стежки та дороги пластуна Пезя»,
- «Сильветки василіянських трудівників» та інші.

Своєрідним українським бестселером стала його книжка «У степу червоної землі» про життя українських емігрантів в Аргентині, де автор реалістично розповідав, як українці їдуть в далекий світ, щоб там закорінювати український спосіб життя, українську культуру, свою господарність, працьовитість та вихованість. Його герої — це симпатичні й розумні люди, що зуміли дати собі раду на чужині, де не втратили того, що успадкували від батьків у рідному краю. Провідною думкою книг о. Василя була глибока віра українців у Бога, прагнення жити за християнськими засадами. Цікаво, що навіть у 2008 році перед самою смертю о. Зінька у видавництві «Місіонер» вийшли три його книги:
- «Єрейська обнова»,
- «До столиці — до Буйнесу»,
- «Найперше бути людиною».

### Місіонерство
У своїх проповідях та повчаннях для молоді о. Зінько часто наголошував на те, що справжнє християнство має чотири суттєві риси, які виражаються визнанням: воплочення й тим самим спасіння людського роду Сином Божим, де посередницею є Пресвята Богородиця; першенства св. апостола Петра; сповіді, яку подарував апостолам Христос; Пресвятої Євхаристії, встановленої Господом нашим Ісусом Христом. Вселенську Церкву отець часто називав Петровою, виражаючи свою синівську любов до Христового намісника, а нашу Греко-католицьку Церкву — Йосафатівською, підкреслюючи величезну роль священномученика Йосафата Кунцевича в утвердженні рішень Берестейської Унії на наших землях, за яку він заплатив своїм життям.
Василь Зінько знав латинську, грецьку, італійську, німецьку, польську, португальську, іспанську мови.
У своїх лекціях о. Василь часто звертав увагу на кардинальні проблеми сучасності. Не давав відразу готових відповідей, але спонукав молодь думати самостійно. Наприклад, запитував студентів, чим на їх думку є життя. Прослухавши ряд відповідей, він вказував на класичне визначення: «Життя — це відсебіжний рух, тобто, рух від себе», що в латинській мові звучить як «motus immanensio». Цікавився у студентської молоді як вони розуміють поняття пильності (старанності) та вказував на його важливе розуміння як економія часу. Завжди наголошував, що ми люди походимо від Бога, живемо для Бога і до Бога повернемось. Переконував, що для Бога немає нічого неможливого, вживаючи відому іспанську приказку: «Dios anda por caminos fuertos derecho» — «Бог навіть кривими дорогами ходить прямо». Справедливо вказував, що Бог — це Життя, Мудрість, Сила, найвище Добро і Любов, а людина, як Його творіння є релігійною, розумною, свобідною та суспільною істотою. Всі ці терміни записував на дошці як українською так і латинською та грецькою мовами. Часто вживав крилаті латинські афоризми, чим збагачував культурний рівень студентів. Наголошував, що ще античні греки називали Абсолюта — Бога Інтелектом чи Нусом. Світові релігії отець поділяв на об'єктивні (об'явлені Богом) та суб'єктивні (природні). Розглядаючи питання цивілізації, навчав, що басейн Дніпра — це колиска світової цивілізації, а тому ми, українці повинні розуміти, що наша трипільська культура є однією з найдавніших. Вказував слухачам на чотири великі цивілізації: ловецьку (мисливську), скотарську, хліборобську та промислово-індустріальну, наголошуючи, що ми українці історично належимо до хліборобського стану. До позитивних ентнопсихічних прикмет українців о. Василь зараховував щирість, гостинність, талановитість, господарність, витривалість, співпрацю, примирливість та релігійність, а до негативних рис — лінивство думати, непошана власного авторитету, заздрість, донощицтво, неуміреність. Наголошував, що у сучасному світі, на жаль, запанував матеріалізм та лібералізм у державних структурах, а у сімейному і особистому житті людей — пермісивізм (заборонено забороняти), що зв'язаний з консумізмом (споживацтвом) і гедонізмом (насолодою).
Молодим людям давав цінні вказівки щодо збереження дошлюбної чистоти, приводячи приклади, що в Африці росте така рослина, якщо її тільки доторкнутися, то відразу чорніє, або розказував про звичай, який панує серед тубільців Латинської Америки — за вчинений гріх подружньої зради (чужоложства) прив'язувати чоловіка або жінку до дерева біля мурашиного гнізда. Переконував, що подружнє життя має у собі велику відповідальність перед Богом та людьми, а тому ті що відчувають потребу у ньому повинні володіти такими добрими прикметами: вірою, фізичним здоров'ям та певним майном. Розказував про світовий рух чистих сердець за збереження дошлюбної чистоти. Застерігаючи молодих людей перед гріхом абортів, приводив жартівливий вислів, що «мавпа мудріша від людини, бо не робить абортів, не п'є горілки, не курить, не обманює».
О. Зінько нераз напам'ять декламував студентам вірші Тараса Шевченка, Івана Франка, Адама Міцкевича та запитував, що вони знають напам'ять. Заохочував їх читати добрі, повчальні релігійні книги, а остерігав цікавитись неморальним та антирелігійним.
Учителям християнської етики у Львівському Будинку учителів він давав цінні дороговкази до християнсько-етичного виховання молоді. Він часто наголошував, що християнська етика сприяє утвердженню національної свідомості та належно оцінює гідність людської особи. Звертав увагу, що християнська етика вивчає поведінку людини як свобідної істоти у напрямі до остаточної мети — осягнути Царство Боже. Основою цієї науки є відповідальність перед Творцем за превеликий дар свободи.
Часто праця о. місіонера була скерована на те, щоб як за його словами, спам'ятатати і навернути до Бога сучасних безвірків, які вперто не хочуть визнавати Божого маєстату.
Особливою заслугою отця перед Україною є те, що він всіляко популяризував українську мову, проживаючи в Бразилії та Аргентині, всі реколекції проводив українською мовою, за що державна влада часто не дозволила йому їхати на місії, а потім в Україні на численних наукових конференціях теж наголошував про святий обов'язок наших громадян шанувати і повсякчасно вживати нашу вишневу, солов'їну мову Тараса Шевченка, Лесі Українки та Івана Франка. Отець Василь бездоганно виконував заповіт даний нам митрополитом Шетицьким: «Християнин може й повинен бути патріотом, але його патріотизм не сміє бути ненавистю!».
Головними ідеями, заради яких невтомно та жертовно працював о. Василь Зінько, ЧСВВ були: християнський патріотизм та християнський гуманізм. До кінця днів свого земного життя він зберігав енциклопедичну пам'ять та ясність розуму. Безперечно, феномен маєстатичної постаті о. Василя Зінька, ЧСВВ, його вклад у розвиток і духовне відродження Української греко-католицької Церкви та християнської науки, як в діаспорі так і в Україні ще потребує детального вивчення, аналізу та популяризації як зразкового служіння Богу, Церкві та українському народу.

## Творчий доробок
Автор повісті «Пустельник на Зеленому Клині» (1997), «Іван Сулима» (2000), «Єрейська обнова»
(2007), книг «Пресвятому Серцю Христовому»(2004), «Місіонес — уздовж і впоперек» (2006), «До столиці — до Буйнесу» (2007).
Журнальні публікації:
- Зінько о. В., Терешкевич c. Д., Андрушко В. Духовне відродження — невід'ємна складова частина національного і громадянського виховання // Проблеми національно-громадянського виховання у вищих аграрних закладах України. — Львів, 2000. — 3 c.
- Зінько о. В., Терешкевич c. Д., Андрушко В. Українська Церква поза Україною // Історія релігій в Україні: Праці XI Міжнародної конференції 16-19 травня 2001 р., м. Львів, 2001. — 8 c.
- Зінько о. В., Коваль о. М., Андрушко В. Сільське господарство, екологія: проблеми богослов'я та моралі // Науковий Вісник ЛДАВМ ім. С. З. Гжицького. Т. 3 (4). Львів, 2001. — 7 c.
- Зінько о. В., Коваль о. М., Андрушко В. Бог — основа формування особистості лікаря // Духовні засади Українського виховання. Українська академія друкарства, м. Львів, 2001. — 3 c.
- Зінько о. В., Коваль о. М., Андрушко В. Біоетика та здоров'я людини // Тези доповідей П-ого Міжнародного симпозіуму з біоетики. — Київ, 2002. — 1 c.
- Зінько о. В., Андрушко В. Український народ і василіянський чин св. Йосафата // Праці XII Міжнародної наукової конференції. Книга II. Львів: Логос, 2002. — 8 c.
- Зінько о. В., Коваль о. М., Андрушко В. Спадщина XX ст. і майбутнє нашої освіти та культури в християнському світогляді // Матеріали II Міжнародної науково-практичної конференції. — Київ, 2002. — 2 c.
- Зінько о. В., Коваль о. М., Андрушко В. Християнська релігія у вихованні студентів, формування їх як особистостей у вищих закладах освіти // Матеріали міжнародної науково-практичної конференції. — Київ, 2002. — 3 c.
- Зінько о. В., Коваль о. М., Андрушко В. Економічні засади у світлі Святого Письма // Науковий збірник українського лісотехнічного університету: Сучасна економічна теорія та проблеми її застосування. Вип. 12, 6. — Львів, 2002. — 6 c.
- Зінько о. В., Коваль о. М., Андрушко В. Пречиста Діва Марія і родинне життя // Збірник доповідей. Чернівці: Букрек, 2002. — 4 c.
- Зінько о. В., Коваль о. М., Андрушко В. Портрет катехита // Наша парохія. Український християнський ілюстрований альманах, № 4, Львів, 2002. — 3 c.
- Зінько о. В., Коваль о. М., Андрушко В. Суть і Таїнство Христового Воплочення (Богословські роздуми про Різдво Господа Нашого Ісуса Христа) // Матеріали науково-практичної конференції «Різдво в моєму житті». ЛДАВМ, Львів, 2002. — 4 c.
- Зінько о. В., Коваль о. М., Андрушко В. Патріарх Йосиф Сліпий і його міжнародна діяльність // Видавництво «Місіонер», Львів, 2002. — 2 c.
- Зінько о. В., Коваль о. М., Андрушко В. Бог — джерело біоетики // Міжнародна науково-практична конференція по біоетиці «Формування особистості студентів, як майбутніх фахівців лікарської справи, працівників охорони здоров'я та інших соціально-орієнтованих установ у контексті біоетики», 6-7 березня 2003 р., м. Львів. — 2 c.
- Зінько о. В., Коваль о. М., Андрушко В. Біоетика та генетика// Міжнародна науково-практична конференція по біоетиці «Формування особистості студентів, як майбутніх фахівців лікарської справи, працівників охорони здоров'я та інших соціально-орієнтованих установ у контексті біоетики», 6-7 березня 2003 р., м. Львів. — 2 c.
- Зінько о. В., Коваль о. М., Андрушко В. Справжня персональність ушляхетнює біоетичні переконання // Міжнародна науково-практична конференція по біоетиці «Формування особистості студентів, як майбутніх фахівців лікарської справи, працівників охорони здоров'я та інших соціально-орієнтованих установ у контексті біоетики», 6-7 березня 2003 р., м. Львів. — 3 c.
- Зінько о. В., Коваль о. М., Андрушко В. Християнська мораль: її специфіка та вартість // Міжнародна науково-практична конференція по біоетиці «Формування особистості студентів, як майбутніх фахівців лікарської справи, працівників охорони здоров'я та інших соціально-орієнтованих установ у контексті біоетики», 6-7 березня 2003 р., м. Львів. — 3 c.
- Зінько о. В., Коваль о. М., Андрушко В. Захист життя в контексті чинного законодавства України // Міжнародна науково-практична конференція по біоетиці «Формування особистості студентів, як майбутніх фахівців лікарської справи, працівників охорони здоров'я та інших соціально-орієнтованих установ у контексті біоетики», 6-7 березня 2003 р., м. Львів. — 3 c.
- Зінько о. В., Коваль о. М., Андрушко В. Формування особистості студентів, як майбутніх фахівців лікарської справи, працівників охорони здоров'я та інших соціально-орієнтованих установ у контексті біоетики // Міжнародна науково-практична конференція по біоетиці «Формування особистості студентів, як майбутніх фахівців лікарської справи, працівників охорони здоров'я та інших соціально-орієнтованих установ у контексті біоетики», 6-7 березня 2003 р., м. Львів. — 3 c.
- Зінько о. В., Коваль о. М., Андрушко В. Духовне виховання майбутнього материнства й батьківства // Міжнародний симпозіум з біоетики "Штучні репродуктивні технології та майбутнє України в рамках міжнародного конгресу сім'ї «Родина — дитина — держава». — К., 2003. — 2 c.
- Зінько о. В., Андрушко В. Душпастирська праця оо. Василіян у Бразилії // 13-та Міжнародна конференція «Історія релігій в Україні». 19-23 травня 2003 р., Львів, 2003.- 9 c.
- Зінько о. В., Воротняк о. Й., Андрушко В., Огірко О. Пресвята Родина — найбільш ідеальна сім'я // Матеріали Міжнародного наукового симпозіуму з біоетики «Штучні репродуктивні технології та майбутнє України» в рамках Міжнародного конгресу сім'ї «Родина, дитина, держава», 16-18 травня 2003 р., Київ, 2003.- С. 89-90.
- Зінько о. В., Воротняк о. Й., Огірко О., Андрушко В. Марія Діва й Мати — найкращий взірець для родин // Матеріали Міжнародного наукового симпозіуму з біоетики «Штучні репродуктивні технології та майбутнє України» в рамках Міжнародного конгресу сім'ї «Родина, дитина, держава», 16-18 травня 2003 р., Київ, 2003.- С. 90-91.
- Зінько о. В., Воротняк о. Й., Огірко О. Шлюб — фундамент сім'ї й родини // Матеріали Міжнародного наукового симпозіуму з біоетики «Штучні репродуктивні технології та майбутнє України» в рамках Міжнародного конгресу сім'ї «Родина, дитина, держава», 16-18 травня 2003 р., Київ, 2003. -С. 91-92.
- Зінько о. В., Коваль о. М., Андрушко В., Огірко О. Вклад української Церкви у розбудову держави // Матеріали Міжнародної наукової конференції «Українська держава: історія та перспективи розвитку», Науковий Вісник Українського Університету м. Москви. т.V. — М., Москва-Львів, 2004. — С.168-170.
- Зінько о. В., Коваль о. М., Андрушко В., Огірко О. «Золотий» вересень 1939 року і західна діаспора // Матеріали наук. семінару «Золотий» вересень 1939 р. у долі західноукраїнського населення: історико-правовий аспект, Львів, ЛІВС при НАВС України, 2003. — 5 c.
- Зінько о. В., Андрушко В. Українські релігійні товариства в Південній Америці // Історія релігій в Україні. Науковий щорічник. Книга 1, Львів, «Логос», 2004. — С. 238—244.
- Зінько о. В., ЧСВВ, Коваль о. М., ЧНІ, Андрушко В. Т., Огірко О. В. Християнство у пострадянський час// Матеріали П Всеукр.конф."Політичні, економічні та психологічні виміри перехідного суспільства", Суми, 2004.-C.176-180.
- Зінько о. В., ЧСВВ, Коваль о. М., ЧНІ, Огірко О. В., Андрушко В. Т. Екологія і проблеми біоетики // Матеріали II національного конгресу з біоетики. — Київ, 2004. — С. 190.
- Зінько о. В., ЧСВВ, Коваль о. М., ЧНІ, Андрушко В. Т., Огірко О. В. Церква у контексті національної ідентичності та політичного процесу: історія і сучасність // Матеріали наук. -практ. конф. «Національна ідентичність у контексті політичного процесу: історія і сучасність», Черкаси, 2004.- С. 108—128.
- Зінько о. Василь, ЧСВВ, Коваль о. Михайло, ЧНІ, Огірко О. В., Андрушко В. Т. Церква і сучасне українське суспільство // Матеріали П Всеукраїнської науково-практичної конференції «Православ'я-наука-суспільство: проблеми взаємодії», Черкаси, 2004.-С. 65-69.
- Зінько о. В., ЧСВВ, Коваль о. М., ЧНІ, Огірко О. В., Андрушко В. Т. Господь Бог — джерело біоетики// Матеріали II національного конгресу з біоетики. — Київ, 2004.-C.65-66.
- Зінько о. В., ЧСВВ, Коваль о. М., ЧНІ, Огірко О. В., Андрушко В. Т. Віра й наука: наука стверджує віру// Матеріали II національного конгресу з біоетики. — Київ, 2004. — С. 224.
- Зінько о. В., ЧСВВ, Коваль о. М., ЧНІ, Огірко О. В., Андрушко В. Т. Бог — основа формування особистості у контексті біоетики// Матеріали II національного конгресу з біоетики. — Київ, 2004. — С. 204.
- Зінько о. В., ЧСВВ, Коваль о. М., ЧНІ, Огірко О. В., Андрушко В. Т. Захист життя у контексті чинного законодавства України// Матеріали II національного конгресу з біоетики. — Київ, 2004. — С. 82-83.
- Зінько о. В., ЧСВВ, Огірко О. В., Андрушко В. Т. Основи гуманізації вищої освіти: філософсько-богословський аспект // Другі Ірпінські міжнародні педагогічні читання. Проблеми гуманізації навчання і виховання у вищому закладі освіти. — Ірпінь, 2004. — С. 132—140.
- Зінько о. В., ЧСВВ, Огірко О. В., Андрушко В. Т. Духовні аспекти сучасної біоетики// Тези IV Міжнарод. наук.-практ. конф. «На порозі нового світу: актуальні моделі освіти та здоров'я».- Київ, 2004. — С. 28—29.
- Зінько о. В., ЧСВВ, Огірко О. В., Андрушко В. Т. Ключ добробуту на третє тисячоліття // Тези IV Міжнарод. наук.-практ. конф. «На порозі нового світу: актуальні моделі освіти та здоров'я».- Київ, 2004. — С. 27—28.
- Зінько о. В., ЧСВВ, Огірко О. В., Андрушко В. Т. Сучасні ідеї і напрямки гуманізації в освіті та вихованні // Тези IV Міжнарод. наук.-практ. конф. «На порозі нового світу: актуальні моделі освіти та здоров'я».- Київ, 2004. — С. 23—27.
- Зінько о. Василь, ЧСВВ, Коваль о. Михайло, ЧНІ, Андрушко В. Т., Огірко О. В. Зміст віри та її цінність у житті християнина/ «Наука. Релігія. Суспільство», № 3, Донецьк, 2004. — C. 179—182.
- Зінько о. Василь, ЧСВВ, Коваль о. Михайло, ЧНІ, Огірко О. В., Андрушко В. Т. Релігія — безцінний дар Божий/ «Наука. Релігія. Суспільство», № 5, Донецьк, 2004. — 6 c.
- Зінько о. Василь, ЧСВВ, Андрушко В. Т., Огірко О. В. Біблія та моральні аспекти економічних відносин // Материалы II Международной философско-теологической конференции «Духовно-нравственное здоровье личности и предпринимательство», Маріуполь, МФ МАУП, 2004.- 8 c.
- Зінько о. Василь, ЧСВВ, Андрушко В. Т., Огірко О. В. Моральні аспекти гуманітарної освіти у вищій школі // Науковий вісник ЛНАВМ ім. С. З. Гжицького, т.6 (№ 2), ч.5, Львів, 2004. — С. 194—204.
- Зінько о. Василь, ЧСВВ, Андрушко В. Т., Огірко О. В. Співвідношення моралі та філософії // Матеріали Міжнародної науково-практичної конференції «Формування інтелектуально розвинутої і морально зрілої особистості у процесі викладання гуманітарних дисциплін», Львів, 2004. — С.42-45.
- Зінько о. Василь, ЧСВВ, Андрушко В. Т., Огірко О. В. Права та обов'язки мирян у канонічнім праві східних Церков// Матеріали Міжнародної науково-практичної конференції «Формування інтелектуально розвинутої і морально зрілої особистості у процесі викладання гуманітарних дисциплін», Львів, 2004. — С.45-48.
- Зінько о. Василь, Андрушко В. Т., Огірко О. В. Причинки до української церковної термінології// Збірник наукових праць 8-ї міжнарод. наук. конф. «Проблеми української термінології. Слово Світ, 2004», Львів, 2004. — С.151-154.
- Андрушко В. Т., Зінько Василь, Огірко О. В. Людина у світлі Божого Об'явлення // Людина у контексті культури і науки. Матеріали всеукр. наукової конференції, присвяченої 130 — річчю з дня народження Макса Шелера, Львів, ЛНМУ, 2004. — C. 55—57.
- Андрушко В. Т., Зінько о. В., Огірко О. В. Церква та її роль у консолідації суспільства // Материалы V юбилейного международного семинара «Полиэтническая среда: культура, политика, образование», вип. V. — Луганск, Цюрих, Женева, 2004. — С. 67-76.
- Зінько о. В., Андрушко В. Т., Огірко О. В. Патріарх Йосиф Сліпий — поборник єднання Української Церкви // Матеріали всеукр. наук. конф. «Роль УГКЦ у розбудові української нації і держави у ХХ ст.», Івано-Франківськ, 2004. — 5 c.
- Зінько о. В., Андрушко В. Т., Огірко О. В. Свідчення про Христа в Києво-Католицькій Церкві // Матеріали всеукр. наук. конф. «Роль УГКЦ у розбудові української нації і держави у ХХ ст.», Івано-Франківськ, 2004. — 6 c.
- Зінько о. В., Андрушко В. Т., Огірко О. В. Біблійні цінності у вихованні молоді// Х ювілейна міжнародна наукова-практична конференція «Біблія в українській культурі та освіті», Острог, 2004.- 9 c.
- Зінько В. М., Андрушко В. Т., Огірко О. В. Управління протягом віків //Матеріали 5-ї Міжнародної міждисциплінарної конференції «Сучасні проблеми гуманізації та гармонізації управління», Житомир, Харків, 2004. — С. 49-50.
- Зінько В. М., Андрушко В. Т., Огірко О. В. Проблеми подружжя і сім'ї //Матеріали 5-ї Міжнародної міждисциплінарної конференції «Сучасні проблеми гуманізації та гармонізації управління», Житомир, Харків, 2004. — С. 289—290.
- Андрушко В. Т., Зінько о. В., Огірко О. В. Релігія та Церква: культура, освіта, політика // Шестнадцатая международная научно-практическая конференция «Роль науки, религии и общества в формировании нравственной личности», Донецк, 2004.- 5 c.
- Зінько о. В., Андрушко В. Т., Огірко О. В. Історія, місце і роль василіянського чину св. Йосафата в українському християнстві // Історичні пам'ятки Галичини. — Львів, 2005. — C. 396—403.
- Андрушко В. Т., Зінько о. В., Огірко О. В. Збережемо українську сім'ю // Проблеми науки, освіти та управління. Збірник наукових праць.- Вип.7, Харків, 2005. −10 c.
- Андрушко В. Т., Зінько о. В., Огірко О. В. Святе Письмо і правові аспекти смертної кари//Матеріали міжнародної науково-практичної конференції «Смертна кара і евтаназія: громадська думка і право», КФ МАУП, Краснодон. — 2005. — С. 45-50.
- Янкив о. Теодозий, Зинько о. Василий, Андрушко Владимир, Огирко Олег. Монастыри и экономика // Religia a gospodarka. T.1 — Lublin, KUL, 2005. — S. 182—186.
- Андрушко В. Т., Зінько о. В., Огірко О. В. Пресвята Євхаристія — есенція християнства// Історія релігій в Україні. Науковий щорічник, кн. ІІ. — Львів, 2005. — С.3-10.
- Андрушко В. Т., Зінько о. В., Огірко О. В. Київська Церква у «Срібній землі»// Історія релігій в Україні. Науковий щорічник, кн. І. — Львів, 2005. — С.98-101.
- Огірко О.В., Зінько о. В., ЧСВВ, Андрушко В. Т. Християнсько-етичні засади прав людини//Актуальні проблеми розвитку суспільства: історична спадщина, реалії та виклики XXI століття. — Луцьк, 2005. — C.53-56.
- Зінько о. В., ЧСВВ, Андрушко В. Т. Огірко О. В. Гідність життя людини // Матеріали VIII Ювілейного з'їзду Всеукраїнського Лікарського Товариства (ВУЛТ). — Івано-Франківськ, Київ. — 2005. — С. 604—605.
- Зінько о. В., ЧСВВ, Андрушко В. Т. Огірко О. В. Християнсько-етичні аспекти кодексу українського лікаря // Матеріали Ювілейного VIII з'їзду Всеукраїнського Лікарського Товариства (ВУЛТ). — Івано-Франківськ, Київ. — 2005. — С. 605—606.
- Зінько В. М., Андрушко В. Т. Огірко О. В. Етичний багаж українців на третє тисячоліття // Сборник трудов международного конгресса «Этика и гуманизм».- Симферополь, 2005. — С. 194—197.
- Зинько В. Н., Огирко О. В., Андрушко В. Т. Профессиональная этика журналиста // Материалы международной научной конференция «Татищевские чтения: актуальные проблемы науки и практики», Тольятти, 2005. — 5 c. vuit.ru/science/Gum_Ghur.pdf
- Зінько о. В. М., Огірко О. В., Андрушко В. Т. Єдність у різноманітності // Материалы V Международного форума «На пороге нового мира: пути духовного развития человека и общества». — Київ, 2005. — С. 21-23.
- Андрушко В. Т., Зінько В. М., Огірко О. В. Християнська мораль — основа національно-духовного виховання студентської молоді // Треті Ірпінські міжнародні педагогічні читання. — Ірпінь, 2005. — 4 c.
- Зінько о. В., Огірко О. В., Андрушко В. Т. Християнська етика — основа національної свідомості // Матеріали другої міжнародної науково-практичної конференції «Формування духовно і морально зрілої особистості у процесі викладання гуманітарних дисциплін» — Львів: ЛІ МАУП, 2005. — С. 40-44.
- Зінько о. В., Андрушко В. Т., Огірко О. В. Бог — джерело біоетики // ІІІ Міжнародний симпозіум з біоетики «Глобальна біоетика: сучасні виміри, проблеми, рішення», Київ, 2004. — 2 c.
- Зінько В. М., Огірко О. В., Андрушко В. Т. Гуманізація і християнізація// Матеріали 6-ї Міжнародної міждисциплінарної науково-практичної конференції «Сучасні проблеми гуманізації та гармонізації управління», Харків, 2005. — 2 c.
- Зінько В. М., Огірко О. В., Андрушко В. Т. Білорусько — український релігійний симбіоз //Материалы V международной научной конференции «Этносоциальные и конфессиональные процессы в современном обществе», Гродно, Беларусь, 2005. — 5 c.
- Зінько о. В., Андрушко В. Т., Огірко О. В. Роль мови у розвитку людської цивілізації // Материалы VI Международного научного семинара «Нормы и парадоксы сознания и мышления, их проявления в современном обществе, культуре и языке». — Луганск, Цюрих, Женева, 2005. — 10 c.
- Андрушко В. Т., Зінько о. В., Огірко О. В. Біоетика: проблеми богослов'я людини та тварин // Материалы II Международного симпозиума «Биоэтика — путь к мировым стандартам», Харьков, 2005. — С. 66-67.
- Андрушко В. Т., Зінько о. В., Огірко О. В. Проблеми біоетики тваринництва у світлі Біблії // Материалы II Международного симпозиума «Биоэтика — путь к мировым стандартам», Харьков, 2005. — С. 120—121.
- Андрушко В. Т., Зінько о. В., Коваль о. М., Огірко О. В. Господь Бог — Батько біоетики // Материалы II Международного симпозиума «Биоэтика — путь к мировым стандартам», Харьков, 2005. — С. 58.
- Андрушко В. Т., Зінько о. В., Коваль о. М., Огірко О. В. Духовні засади біоетики // Материалы II Международного симпозиума «Биоэтика — путь к мировым стандартам», Харьков, 2005. — С. 59.
- Андрушко В. Т., Зінько о. В., Коваль о. М., Огірко О. В. Біоетичні аспекти майбутнього // Материалы II Международного симпозиума «Биоэтика — путь к мировым стандартам», Харьков, 2005. — С. 57.
- Андрушко В. Т., Зінько о. В., Огірко О. В. Роль філософії та богослов'я у трансформації вищої освіти України // Проблемы реформирования высшего образования Украины в свете Болонского процесса. — Одесса: ХГЭУ, 2006. — C. 56-74.
- Zinko Vasyl, Ohirko Oleh, Andrushko Vladimir. Features of still human rights in society and Church: consequences of their violations // International scientific conference «Consequences of Rights Infringements in Public Law and Privat Law», Daugavpils University, Latvijā, Daugavpils, 2005.- 14 p. lapas.dau.lv/tk/konferences.htm
- Зінько В. М., Огірко О. В., Андрушко В. Т. Економічні первні в посланнях митрополита Андрея Шептицького // I Міжнародна науково-практична конференція «Теорія і практика управління в суспільстві знань», Львів. — 2005. — 8 c.
- Zinko ks. Vasyl, Ohirko Oleh, Andrushko Vladimir. Kościoł a globalizacja i regionalizacjia // Konferencja naukową «Nierówności społeczne a wzrost gospodarczy w obliczu regionalizacji i globalizacji», Rzeszów. — 2006. — S. 85-101. www.univ.rzeszow.pl/ekonomia.php
- Андрушко В. Т., Зінько В. М., Огірко О. В. Біоетичні аспекти в діяльності митрополита Андрея Шептицького // Науковий форум «Цінності глобального світу: етика та біоетика», К., 2006. — C. 79-85.
- Зінько о. В., Огірко О. В., Андрушко В. Т. Василіанський Львів // Львів (1256—2006): Церква і суспільство: Статті й матеріали. — Львів, В-во «Логос», 2006. — С. 32-36.
- Зінько о. В., Огірко О. В., Андрушко В. Т. Шістдесятиліття псевдособору у Львові // Науковий Вісник Українського Університету в Москві. — М., т.X, 2006.- C.7-11.
- Зінько В. М., Огірко О. В., Андрушко В. Т. Передумови та перебіг псевдособору у Львові в 1946 р. // Історія релігій в Україні. Науковий щорічник, кн. І. — Львів, 2006.-C. 277—285.
- Зінько В. М., Огірко О. В., Андрушко В. Т. Форма душпастирського обслуговування української діаспори країн Південного Хреста // Історія релігій в Україні. Науковий щорічник, кн. ІІ. — Львів, 2006.-C.117-124.
- Зінько В. М., Огірко О. В., Андрушко В. Т. Милосердя як прояв християнської любові до ближнього // Матеріали міжнародної наукової конференції «Релігія і суспільство: нові преференції». — Чернівці, 2006. — С. 61-69.
- Зінько В. М., Огірко О. В., Андрушко В. Т. Біоетичні аспекти заповідей Декалогу // IV Международный Симпозиум по биоэтике «Развитие идей биоэтики в европейском контексте». — Киев, 2006. — C. 59-61.
- Зінько В. М., Огірко О. В., Андрушко В. Т. Біоетика та етнічно-мовні проблеми // «Біоетика: сучасний стан та перспективи розвитку». — Полтава, 2006. — С. 45-47.
- Зінько В. М., Андрушко В. Т., Огірко О. В. Прикмети гуманітарної освіти у вищих навчальних закладах // Науковий вісник Львівської національної академії ветеринарної медицини ім. С. З. Гжицького, т.8, № 2 (29). Частина 5. — Львів, 2006. — С. 147—151.
- Андрушко В. Т., Зінько В. М., Огірко О. В. Інтелігенція та її релігійні погляди // Матеріали Четвертої Всеукраїнської наукової конференції «Інтелігенція і влада». — Одеса, 2006. — C. 8-16.
- Зінько В. М., Огірко О. В., Андрушко В. Т. Політичні погляди Михайла Грушевського // Науковий Вісник Українського Університету в Москві. — М., т.XI, 2006. — C. 105—111.
- Зінько о. Василь, Андрушко Володимир, Огірко Олег. Київська Церква та український націоналізм // Матеріали міжнародної наукової конференції «Ідеологія українського націоналізму на сучасному етапі розбудови Української держави».- Івано-Франківськ, 2006.- C. 120—129.
- Огирко Олег, Зинько Василий, Андрушко Владимир. Соотношение философии и богословия в современном образовании // Материалы пятого международного семинара «Образование в многокультурном обществе: традиции и инновации». — Севастополь, — Симферополь, 2006. — С. 178—182.
- Андрушко В. Т., Зинько В. Н., Огирко О. В. Церковь и государство // Третья Межрегиональная научно-практическая конференция «Сибирь на перекрестье мировых религий». — Новосибирск, 2006.-10 c.
- Огірко О. В., Зінько В. М., Андрушко В. Т. Засади духовного формування особистості в XXI столітті // Матеріали Всеукраїнської науково-практичної конференції «Концептуальні засади духовного розвитку особистості в XXI столітті». — Київ, 2006. — C. 124—133.
- Зінько о. Василь, ЧСВВ, Андрушко Володимир, Огірко Олег. Василіянська монастирська термінологія // Збірник наукових праць учасників 9-ї міжнародної наукової конференції «Проблеми української термінології Слово Світ 2006». — Львів, 2006. — C. 199—201.
- Зінько о. В., Огірко О. В., Андрушко В. Т. Духовні проблеми сім'ї в Україні та діаспорі // VI Міжнародний форум «Етичні та духовні аспекти розвитку людини і суспільства». — Київ, 2006. — C. 20-22.
- Зінько о. В. М., Огірко О. В., Андрушко В. Т. Політичні та державницькі погляди Михайла Грушевського // Матеріали Ювілейної Всеукраїнської науково-практичної конференції «Михайло Грушевський. Історія та сучасність». — Львів, 2006. — 7 c.
- Зінько о. В. М., Огірко О. В., Андрушко В. Т. Вклад християнства в науку // Материалы международной конференции «Наука и религия в духовном возрождении общества». — Одесса, 2007.- С. 122—131.
- Зінько о. В., Огірко О. В. Постаті галицьких митрополитів // Альманах: Церква і суспільство: Статті й матеріали. — Львів, В-во «Логос», 2007.- 10 c.
- Зінько о. В., Терешкевич Д.-Г. Т., Андрушко В. Т., Огірко О. В. Філософія католицизму і протестантизму: суть, проблеми і своєрідність // Філософія протестантизму. — Львів, 2007. — 4 c.
- Зінько В. М., Огірко О. В., Андрушко В. Т. Етично-духовні аспекти розвитку людини й суспільства в Апокаліпсі // VII Міжнародний форум «Етичні та духовні аспекти розвитку людини і суспільства». — Київ, 2007. — C. 34-36.
- Зінько В. М., Огірко О. В., Андрушко В. Т. Вплив київського чернецтва на культуру українського народу // Історія релігій в Україні. Науковий щорічник, кн. І. — Львів, 2007. — С. 430—438.
- Огірко О. В., Андрушко В. Т., Зінько В. М. Співвідношення філософії та богослов'я // Матеріали науково-практичної конференції «На шляху до синтезу філософії, релігії і науки». — Львів, 2007. — C. 70-72.
- Зінько о. Василь, ЧСВВ, Огірко Олег Васильович, Андрушко Володимир Тимофійович. Біоетика та християнські засади прав людини // Матеріали I Всеукр. наук.- практ. конференції «Медичне право в Україні: проблеми становлення і розвитку».- Львів, 2007.- С. 148—156.
- Огірко О. В., Андрушко В. Т., Зінько В. М. Філософія та проблеми християнського богословія // Матеріали науково-практичної конференції «На шляху до синтезу філософії, релігії і науки». — Львів, 2007. — C. 72-74.
- Андрушко В. Т., Зінько В. М., Огірко О. В. Стародавня та гелленістична філософія та їх релігійні елементи // Матеріали науково-практичної конференції «На шляху до синтезу філософії, релігії і науки». — Львів, 2007. — C. 10-12.
- Андрушко В. Т., Ждянський Ю. В., Зінько В. М., Огірко О. В. Філософські чинники в єврейській «Торі» // Матеріали науково-практичної конференції «На шляху до синтезу філософії, релігії і науки». — Львів, 2007. — C. 42-44.
- Зінько о. Василь ЧСВВ, Андрушко Володимир, Огірко Олег. Вплив українського чернецтва на культуру рідного народу // Українознавець. — Львів, 2007. — 10 c.
- Андрушко В. Т., Зінько В. М., Огірко О. В. Взаємозв'язок біоетики та релігії // Матеріали Третього Національного конгресу з біоетики з міжнародною участю. — Київ, 2007.- C. 42.
- Зінько В. М., Огірко О. В., Андрушко В. Т. Християнська освіта: історія та розвиток // Материалы научной конференции «Христианская демократия и образование в современном украинском обществе». — Одесса, 2007.- С. 66-77.
- Андрушко В. Т., Зінько В. М., Огірко О. В. Фундаментальний принцип біоетики // Матеріали Третього Національного конгресу з біоетики з міжнародною участю. — Київ, 2007. — 1 c.
- Андрушко В. Т., Зінько В. М., Огірко О. В. Альфа і Омега біоетики // Матеріали Третього Національного конгресу з біоетики з міжнародною участю. — Київ, 2007.- C. 126.
- Зінько о. В. М., Огірко О. В. Засоби природної медицини та здоровий спосіб життя // Здоровий спосіб життя. Збірник наукових статей. — Випуск 20, Львів, 2007. — С. 20-25.
- Зінько о. В. М., Огірко О. В. Річний дохід на особу (per capita) і християнський лад // Konferencja naukowa «Nierówności społeczne a wzrost gospodarczy w kontekście spójności społeczno-ekonomicznej», Uniwersytet Rzeszowski, Wydział Ekonomii, Katedra Teorii Ekonomii, Rzeszów. — 2007. (Научная конференция «Социальное неравенство и развитие экономики в контексте социально-экономического сообщества». — Ряшів, 2007). — 5 c.
- Зінько о. Василь, Огірко О. В., Андрушко В. Т. Роль мови у світовому часопросторі // Матеріали Другого Міжнародного конгресу «Українська освіта у світовому часопросторі». — Київ, 2007. — C. 218—221.
- Зінько о. В., Огірко О. Універсалізм та сингуляризм християнської науки // «Наука. Релігія. Суспільство», Донецьк. — 2007. — 7 c.
- Зінько о. Василь, Огірко О. В. Містика Києво — Католицької Церкви // Історія релігій в Україні. Науковий щорічник, кн. ІІ. — Львів, 2008.- C. 113—121.
- Зінько о. Василь, Огірко Олег. Форми душпастирського обслуговування української діаспори в країнах Південної Америки // Друга міжнародна науково-практична конференція «Діаспора як чинник утвердження держави Україна у міжнародній спільноті. Українська діаспора у світовій цивілізації». — Львів, 2008. — 2 c.
- Зінько о. Василь, Огірко Олег. Політичне життя українців у Бразилії // Друга міжнародна науково-практична конференція «Діаспора як чинник утвердження держави Україна у міжнародній спільноті. Українська діаспора у світовій цивілізації». — Львів, 2008. — 2 c.
- Зінько о. Василь, Огірко О. В. Вплив душі на здоров'я людини // Здоровий спосіб життя. Збірник наукових статей. — Випуск 25, Львів, 2008.- C. 22-27.
- Зінько о. Василь, Огірко О. В. Біблійні погляди на одяг // Історія релігій в Україні. Науковий щорічник, кн. ІІ. — Львів, 2008.- C. 483—488.
- Зінько о. Василь, Огірко О. В. Миряни в Києво-Католицькій Церкві // Історія релігій в Україні. Науковий щорічник, кн. І. — Львів, 2008.- C. 332—338.
- Зінько о. Василь, Огірко Олег. Шкільна справа в Паранщині // Друга міжнародна науково-практична конференція «Діаспора як чинник утвердження держави Україна у міжнародній спільноті. Українська діаспора у світовій цивілізації». — Львів, 2008. — 7 c.
- Зінько о. Василь, Огірко О. В., Андрушко В. Т. Релігійні основи національної свідомості // Історія релігій в Україні. Науковий щорічник, кн. ІІ. — Львів, 2008.- C. 121—129.
- Огірко О. В., Зінько о. В. Проблеми державотворення і тероризму // Актуальні проблеми розвитку суспільства: історична спадщина, реалії та виклики XXI століття. — Луцьк, 2008.- 9 c.
- Зінько о. Василь, Огірко О. В., Андрушко В. Т. Духовність — релігійна культура особистості // Культурологічний збірник «Духовність. Культура. Нація» (число 4). ЛНУ, 2008. — 10 c.

## Інтернет-ресурси
- Отець Василь Зінько [Архівовано 8 серпня 2016 у Wayback Machine.]
- Отець Василь Зінько